# Isla Marina
Isla Marina är en ö i Colombia.   Den ligger i departementet Bolívar, i den norra delen av landet, 600 km norr om huvudstaden Bogotá.